# NGC 6653
NGC 6653 is een elliptisch sterrenstelsel in het sterrenbeeld Pauw. Het hemelobject werd op 28 juni 1835 ontdekt door de Britse astronoom John Herschel.

## Synoniemen
- ESO 45-13
- PGC 62342